# Lutogniew (wieś)
Lutogniew (niem. Lutogniewo, od 1907 Margarethendorf) – wieś w Polsce położona w województwie wielkopolskim, w powiecie krotoszyńskim, w gminie Krotoszyn.
W okresie Wielkiego Księstwa Poznańskiego (1815-1848) miejscowość wzmiankowana jako Lutogniewo należała do wsi większych w ówczesnym pruskim powiecie Krotoszyn w rejencji poznańskiej. Lutogniewo należało do okręgu krotoszyńskiego tego powiatu i stanowiło odrębny majątek, którego właścicielem był wówczas książę Thurn und Taxis. Według spisu urzędowego z 1837 roku wieś liczyła 428 mieszkańców, którzy zamieszkiwali 47 dymów (domostw). W skład majątku Lutogniewo wchodziły wówczas także: Minta pustkowie oraz Wróżewo.
W latach 1954–1959 wieś należała i była siedzibą władz gromady Lutogniew, po jej zniesieniu w gromadzie Krotoszyn-Północ. W latach 1975–1998 miejscowość administracyjnie należała do województwa kaliskiego.

## Zabytki
- kościół parafialny Świętej Trójcy, 1823-1832, 1900